# Russisches Fort
Das russische Fort (auch unter Russian Fort Elizabeth bekannt, russisch Елизаветинская крепость, hawaiisch Paʻulaʻula o Hipo) ist eine Ruine historischer Bedeutung nahe dem Ort Waimea auf der zu Hawaii gehörenden Insel Kauaʻi.

## Geschichte
Das von der Russisch-Amerikanischen Kompagnie vor 1817 erbaute Fort geht auf ihren Agenten Georg Anton Schäffer zurück. Dieser hatte mit dem Herrscher der Insel, Kaumualii, ohne das Wissen Petersburgs einen Protektoratsvertrag für die russische Krone ausgehandelt. Das Vorhaben scheiterte, auch da es Russland nicht unterstützte.  Im Herbst 1817 verließen die Siedler der Kompagnie mit Schäffer die Insel und die Befestigung wurde vom schottischen Offizier Alexander Adams im Namen König Kamehameha I. in Besitz genommen.
Seit dem 29. Dezember 1962 ist das russische Fort ein National Historic Landmark. Am 15. Oktober 1966 wurde es in das National Register of Historic Places aufgenommen. Seit 1972 wird es als State Park geschützt.
Im Jahr 2019 entwickelte sich um den offiziellen Namen ein diplomatischer Streit zwischen dem russischen Botschafter und dem Gouverneur von Hawaii, David Ige, der den Park in Paulaula Ft. Elizabeth umbenennen und den Begriff „Russian“ entfernen wollte. Mitte 2022 entschied jedoch der Board of Land and Natural Resources, den Park in Paulaula umzubenennen, um so die hawaiische Kultur zu fördern. Alle Hinweisschilder, Broschüren und Websites werden angepasst.

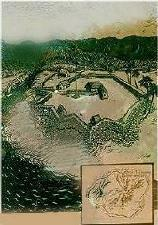
Fort Elisabeth um 1817.
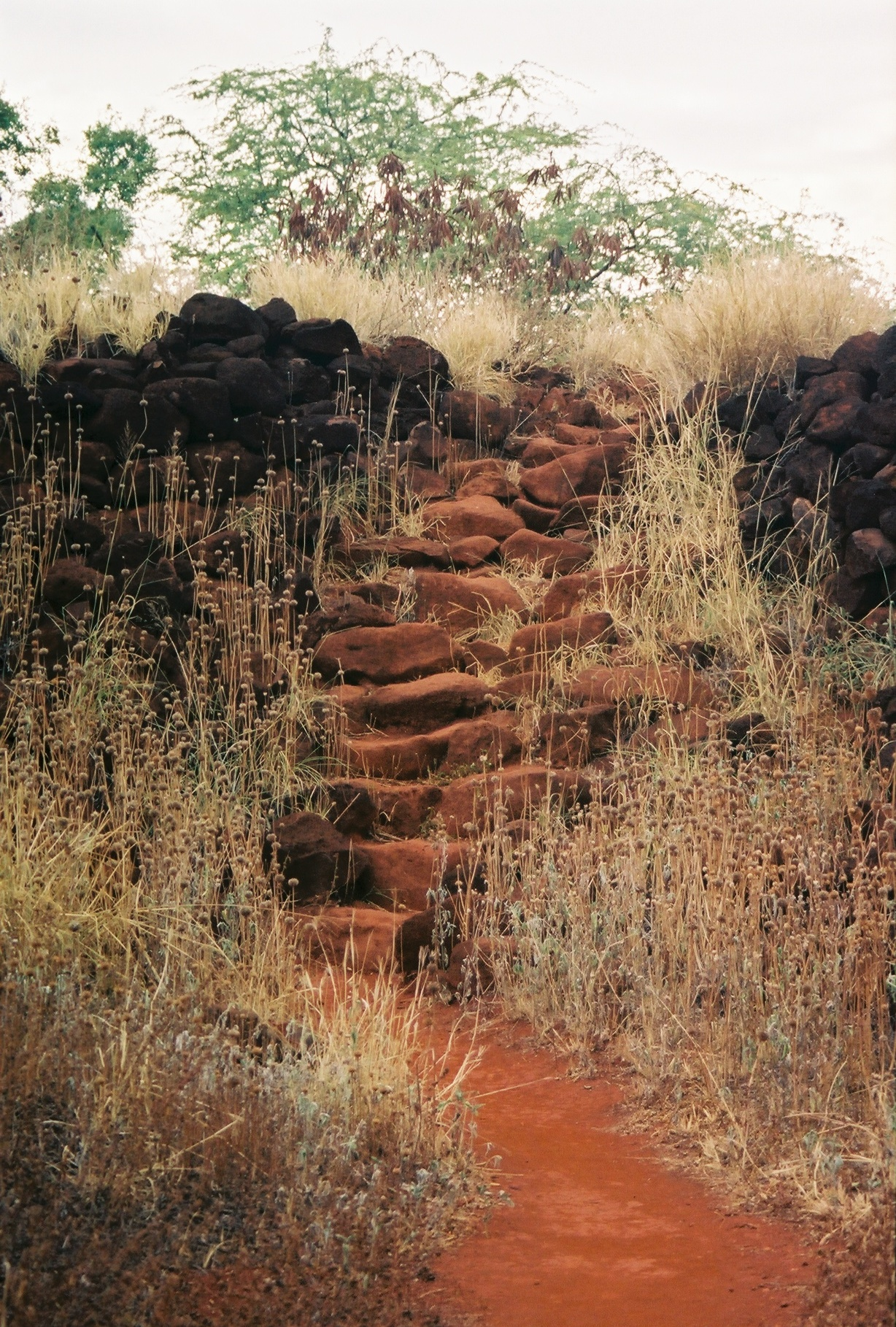
Überreste einer Treppe.